# Кастелпицуто
Кастелпицуто (итал. Castelpizzuto) је насеље у Италији у округу Изернија, региону Молизе.
Према процени из 2011. у насељу је живело 128 становника. Насеље се налази на надморској висини од 872 м.

## Становништво
| 1936. | 1951. | 1961. | 1971. | 1981. | 1991. | 2001. | 2011. |
| ----- | ----- | ----- | ----- | ----- | ----- | ----- | ----- |
| 435   | 401   | 320   | 205   | 185   | 134   | 143   | 159   |